# Josef Glas
Josef Glas, auch Joseph Glas, (* 1909 in München; † Ende Januar 1992 ebenda) war ein deutscher Schauspieler.

## Leben
Glas absolvierte zunächst eine Drogistenlehre und arbeitete als kaufmännischer Angestellter; daneben hatte er Auftritte an verschiedenen Laienbühnen. Seit 1976 war er Mitglied der Iberl-Bühne in München-Solln. Er gastierte auch an der „Weiß-Blauen Bühne“ und am Residenztheater München. 1975 spielte er bei der „Weiß-Blauen Bühne“ in München eine Hauptrolle in dem Lustspiel Der störrische Kurgast von Josef Mooshofer. Dort führte er auch Regie.
Er war ab Ende der 1970er Jahre ein regelmäßig im Fernsehen beschäftigter Schauspieler. Glas wurde im deutschen Fernsehen häufig in Komödien und volkstümlichen Lustspielen mit bayerischem oder österreichischem Hintergrund eingesetzt, wo er meist in kurzen, aber einprägsamen Nebenrollen zu sehen war. Häufig spielte Glas dabei in Produktionen des Bayerischen Rundfunks.
1978 war er in der Fernsehserie Fast wia im richtigen Leben zu sehen. 1982 hatte er eine Gastrolle in der Fernsehserie Meister Eder und sein Pumuckl in der Episode Der rätselhafte Hund. In der TV-Serie Ein Stück Himmel übernahm er an der Seite von Grete Zimmer die Rolle des Herrn Katz.
Weitere Rollen hatte er in den Filmen Kehraus und Der Glockenkrieg. In dem zweiteiligen Fernsehfilm Hochzeit, einer Verfilmung eines Stoffes von Ludwig Thoma, spielte er unter der Regie von Kurt Wilhelm den alten Reischlbauern.
Er spielte gemeinsam mit zahlreichen anderen bayerischen Volksschauspielern an der Seite von Gustl Bayrhammer in der Fernsehserie Franz Xaver Brunnmayr. Er spielte außerdem in mehreren Folgen der Fernsehserie Kir Royal mit.
Außerdem war er in den Fernsehfilmen Die Chinesen kommen (1987) und Bei Thea (1988) als Darsteller tätig.

## Filmografie (Auswahl)
- 1978: Fast wia im richtigen Leben (Fernsehserie)
- 1978–1988: Polizeiinspektion 1 (Fernsehserie, 5 Folgen)
- 1981: Mein Freund, der Scheich (Fernsehfilm)
- 1982: Meister Eder und sein Pumuckl (Fernsehserie, 1 Folge)
- 1982: Ein Stück Himmel (Miniserie, 2 Folgen)
- 1982/83: Fast wia im richtigen Leben (Fernsehserie, 2 Folgen)
- 1983: Kehraus
- 1985: Franz Xaver Brunnmayr (Fernsehserie, 1 Folge)
- 1985: Hochzeit (, Regie: Kurt Wilhelm) (Fernsehfilm)
- 1985: Tatort: Schicki-Micki
- 1986: Die Wächter (Miniserie, 1 Folge)
- 1986: Kir Royal (Fernsehserie, 1 Folge)
- 1987: Die Krimistunde (Fernsehserie, Folge 23, Episode: "Hedwigsruh")
- 1988: Bei Thea (Fernsehfilm)
- 1991: Wer Knecht ist, soll Knecht bleiben (Fernsehfilm)